# The Young and the Hopeless
The Young and the Hopeless är Good Charlottes andra album, uppföljaren till Good Charlotte, och släpptes 2002.

## Låtlista
1. "A New Beginning" - 1:50
2. "The Anthem" - 2:55
3. "Lifestyles of the Rich & Famous" - 3:10
4. "Wondering" - 3:33
5. "The Story of My Old Man" - 2:41
6. "Girls & Boys" - 3:03
7. "My Bloody Valentine" - 3:55
8. "Hold On" - 4:06
9. "Riot Girl" - 2:17
10. "Say Anything" - 4:21
11. "The Day That I Die" - 2:59
12. "The Young & the Hopeless" - 3:32
13. "Emotionless" - 4:03
14. "Movin' On" - 3:27

## Singlar
| 15 mars 2003    | Lifestyles of the Rich and Famous |
| 2003            | The Anthem                        |
| 13 januari 2004 | Girls & Boys                      |
| 6 december 2004 | Hold On                           |
| 2004            | The Young and the Hopeless        |